# Markaz Qalyūb
Markaz Qalyūb (arabiska: مركز قليوب) är en region i Egypten.   Den ligger i guvernementet Al-Qalyubiyya, i den norra delen av landet, 16 km norr om huvudstaden Kairo.